# Judith (Opitz)
Judith ist ein Drama des deutschen Dichters Martin Opitz von 1635, welches das italienische Opernlibretto von Andrea Salvadori zur Vorlage hat. Es erzählt die biblische Geschichte des Mordes der Judith an dem assyrischen Feldherren Holofernes.

## Aufbau und Inhalt
Martin Opitz gliedert sein Werk in drei Akte. Der erste Akt besteht aus drei Szenen, der zweite Akt besteht genauso wie der dritte Akt aus sechs Szenen. Die politischen Hintergründe lassen sich wie folgt skizzieren: Dem Feldhauptmann Holofernes wird von König Nebukadnezar befohlen, gegen die umliegenden Reiche zu kämpfen und sie zu unterwerfen. Auf seiner Reise kommt Holofernes zu den Israeliten und plant, auch sie zu unterwerfen, damit das Reich von König Nebukadnezar noch größer wird. Da die Israeliten ihr Reich, in dem Judith lebt, nicht aufgeben möchten, machen sie sich bereit, gegen Holofernes zu kämpfen. Judith, eine „fromme Witwe des Manasse“, möchte für ihr Land kämpfen und entschließt sich, in Holofernesʼ Lager zu gehen, unter dem Vorwand, ihr eigenes Land verraten zu wollen. In den drei darauffolgenden Tagen darf Judith jede Nacht zum Beten das Zelt verlassen. Dabei betet sie nicht wie behauptet für einen Sieg Holofernesʼ, sondern für ihr eigenes Volk und dessen Freiheit.
Hier setzt nun Opitzʼ Judith ein. Die Geschichte beginnt bei ihm mit einem Gespräch zwischen Holofernes, Bagos und Arsace, die sich über die Möglichkeit, Judith zu einem Abendessen einzuladen, unterhalten. Bagos übermittelt Judith die Einladung von Holofernes („Eben dieser, den du lobest, Judith, will auffs Nachtmal hier / Viel deß Volckes Helden bey sich wissen neben dir […]“,) während Judith für ihr Volk, die Israeliten, betet. Judith nimmt die Einladung an und nach einem Gespräch mit ihrer Kammermagd Abra, bei welchem sich herausstellt, dass Judith den Mord an Holofernes bereits plant, begibt sich Judith im zweiten Akt zu Holofernes in dessen Zelt und versucht, ihn durch Schmeicheleien milde zu stimmen. Judith und Holofernes essen gemeinsam zu Abend und Holofernes trinkt, wie vom Chor der Wachen berichtet wird, zu viel Wein: „Halt Bachus, halt nun jnnen, / Der Feldt Herr trinckt zu viel […]“. Durch seinen Rausch schläft Holofernes ein und Judith nutzt ihre Chance, die Israeliten vor der Unterwerfung des Holofernes zu bewahren. Mit ihrer Kammermagd Abra bereitet sie den Mord an Holofernes vor und vergewissert sich, dass die Wachen vor Holofernesʼ Zelt nichts mitbekommen. Judith nimmt Holofernesʼ Schwert und enthauptet ihn. Daraufhin sagt Judith: „Was für diesem zu vollbringen sich entschlossen hat kein Mann: Das hat GOTT durch mich gethan“ und deutet damit an, dass diese Tat durch Gott mit den Händen Judiths vollendet wurde. Im dritten Akt wird Holofernes von seinen Wachen gefunden, die seinen Tod bedauern; gleichzeitig verfluchen sie Judith für ihre Tat. Das Volk feiert in der sechsten Szene des dritten Aktes Judith als Heldin, der Chor der Ebreer sagt: „O daß man jederzeit der Judith Ruhm und Ehre / Bis an deß Himmels Schloß / Durch Waldt und Feldt und Berg und Thal erschallen höre“, doch Judith selbst beschwichtigt und beteuert, dass ihr Handeln von einer höheren Macht ausging und Gott für die Befreiung verantwortlich ist.

## Vorlage
Als Vorlage für Martin Opitz’ Drama diente ihm ein Opernlibretto des italienischen Hofdichters Andrea Salvadori. Die italienische Oper Giuditta wurde am 22. September 1626 in Florenz uraufgeführt, Marco da Gagliano vertonte dieselbe. Opitz hat einige nicht unerhebliche Änderungen an der Vorlage vorgenommen. So teilte er die Szenen des zweiten Aktes neu ein, indem er die Szenenanzahl auf sechs erhöhte. Außerdem sind in Opitzʼ gesamtem Werk Änderungen im Vergleich zu Salvadoris Libretto zu erkennen. Dies betrifft bereits den ersten Akt, denn bei Salvadori ist es Bagos, welcher Holofernes vorschlägt, Judith zum Abendessen einzuladen, wohingegen sich Opitz „an die Version der Bibel (12, 10) anschließt, so daß Holofern selbst diesen Gedanken zuerst ausspricht“. Im zweiten Akt wird bei Salvadori sehr detailliert „die Pracht der Zelte und des Mahles“ dargestellt. Diesen Aspekt übernahm Opitz nicht in sein Werk. Außerdem bedanken sich die Könige nach dem Mord an Holofernes bei Judith; auch hier ist, im Vergleich zur Vorlage eine Änderung von Opitz vorgenommen worden. Bei Salvadori bedanken sich die Könige für die Freiheit mit einem „Fußfall, bei Opitz durch einen Handkuß“. Eine letzte, aber wichtige Änderung, die von Opitz vorgenommen wurde, ist in der letzten Szene des dritten Aktes zu erkennen. Bei Salvadori gibt Judith „ihren Entschluß kund, sich von der Welt zurückzuziehen“, bei Opitz ruft Judith mit den Worten „laß sie die Degen wetzen“ zum Gegenangriff auf, da ihm Salvadoris Schluss wohl nicht zugesagt hat.
Die Geschichte von Judith und Holofernes stammt ursprünglich aus der Bibel und ist ebenfalls als Vorlage zu nennen. Das Buch Judit, welches zwischen dem Alten Testament und dem Neuen Testament unter den Apokryphen zu finden ist, ist die Urform der Judith-Holofernes-Geschichte.

## Ausgaben
- Martin Opitz: Judith. In: Martin Sommerfeld (Hrsg.): Judith-Dramen des 16./17. Jahrhunderts. Nebst Luthers Vorrede zum Buch Judith. Berlin 1933, S. 114–133.

## Belege
1. ↑  Vgl. Barbara Becker-Cantarino: Gewalt und Leidenschaft. Zu Sixt Bircks und Martin Opitz’ Judith. In: Johann Anselm Steiger (Hrsg.): Passion, Affekt und Leidenschaft in der Frühen Neuzeit. Bd. 2. Wiesbaden 2005, S. 719–738, S. 719.
2. ↑  Barbara Becker-Cantarino: Gewalt und Leidenschaft. Zu Sixt Bircks und Martin Opitz’ Judith. S. 719–738, S. 720.
3. ↑  Vgl. Barbara Becker-Cantarino: Gewalt und Leidenschaft. Zu Sixt Bircks und Martin Opitz’ Judith. S. 719–738, S. 720.
4. ↑  Martin Opitz: Judith. In: Martin Sommerfeld (Hrsg.): Judith-Dramen des 16./17. Jahrhunderts. Nebst Luthers Vorrede zum Buch Judith. Berlin 1933, S. 114–133, S. 120.
5. ↑  Martin Opitz: Judith. S. 114–133, S. 123.
6. ↑  Martin Opitz: Judith. S. 114–133, S. 125.
7. ↑  Vgl. Martin Opitz: Judith. S. 114–133, S. 126–127.
8. ↑  Martin Opitz: Judith. S. 114–133, S. 127.
9. ↑  Martin Opitz: Judith. S. 114–133, S. 129.
10. ↑  Martin Opitz: Judith. S. 114–133, S. 132.
11. ↑  Martin Opitz: Judith. S. 114–133, S. 132.
12. ↑  Anton Mayer: Quelle und Entstehung von Opitzens Judith. In: Euphorion 20 (1913), S. 39–53, S. 39.
13. ↑  Anton Mayer: Quelle und Entstehung von Opitzens Judith. S. 40.
14. ↑  Anton Mayer: Quelle und Entstehung von Opitzens Judith. S. 41.
15. ↑  Anton Mayer: Quelle und Entstehung von Opitzens Judith. S. 41.
16. ↑  Anton Mayer: Quelle und Entstehung von Opitzens Judith. S. 42.
17. ↑  Anton Mayer: Quelle und Entstehung von Opitzens Judith. S. 42.
18. ↑  Martin Opitz: Judith. S. 114–133, S. 133.